# 徐昂
徐昂（1463年—？），字文舉，直隸揚州府泰興縣人，民籍，明朝政治人物。

## 生平
弘治八年（1495年）乙卯科應天府鄉試第九名舉人。弘治九年（1496年）聯捷丙辰科會試第四十名，三甲第一百五十三名進士。十年十一月授户科給事中，十五年十二月升吏科右，正德元年（1506年）七月升户科左，十一月因疏援户部尚书韩文，被除名。劉瑾死後复职闲住，七年十一月起升廣東右參議，九年正月考察以不謹闲住。

## 家族
曾祖徐富三；祖父徐貴二；父徐成，母楊氏。具慶下。